# Promozione Puglia 1952-1953
La Promozione fu il massimo campionato regionale di calcio disputato in Puglia nella stagione 1952-1953.
La nuova massima categoria regionale presentava caratteristiche innovative, dato che pur essendo gestita dalle leghe regionali, a differenza del passato la formula del torneo era decisa direttamente dalla FIGC. A ciascun girone, che garantiva al suo vincitore la promozione in IV Serie a condizione di soddisfare le condizioni economiche richieste dai regolamenti, partecipavano sedici squadre, ed era prevista la retrocessione delle quattro peggio piazzate, anche se erano possibili aggiustamenti automatici per ripartire fra le appropriate sedi locali le squadre discendenti dalla IV Serie.

## Squadre partecipanti
| Club                               | Città                     |
| ---------------------------------- | ------------------------- |
| A.S. Andria                        | Andria (BA)               |
| U.S. Audace Cerignola              | Cerignola (FG)            |
| S.S. Barletta                      | Barletta (BA)             |
| A.S. Bisceglie                     | Bisceglie (BA)            |
| A.S. Casarano                      | Casarano (LE)             |
| U.S. Corato                        | Corato (BA)               |
| S.S. C.R.A.L. Salina - sez. Calcio | Margherita di Savoia (FG) |
| A.S. Francavilla                   | Francavilla Fontana (BR)  |
| G.S. Incedit                       | Foggia                    |
| A.S. Manfredonia                   | Manfredonia (FG)          |
| A.C. Martina                       | Martina Franca (TA)       |
| Pol. Massafrese                    | Massafra (TA)             |
| A.S. Palo                          | Palo del Colle (BA)       |
| S.S. Pro Gioia                     | Gioia del Colle (BA)      |
| U.S. Serenissima                   | Bitonto (BA)              |
| U.S. Tarantina                     | Taranto                   |

## Classifica finale
|  | Pos. | Squadra                | Pt  | G   | V   | N   | P   | GF  | GS  |
|  | ---- | ---------------------- | --- | --- | --- | --- | --- | --- | --- |
|  | 1.   | Audace Cerignola       | 43  | 30  | 19  | 5   | 6   | 64  | 28  |
|  | 2.   | Manfredonia            | 42  | 30  | 17  | 8   | 5   | 66  | 23  |
|  | 3.   | Barletta               | 40  | 30  | 17  | 6   | 7   | 52  | 29  |
|  | 4.   | Andria                 | 36  | 30  | 13  | 10  | 7   | 56  | 30  |
|  | 4.   | Pro Gioia              | 36  | 30  | 17  | 2   | 11  | 63  | 43  |
|  | 6.   | Casarano               | 35  | 30  | 15  | 5   | 10  | 40  | 50  |
|  | 7.   | Palo                   | 31  | 30  | 11  | 9   | 10  | 54  | 34  |
|  | 8.   | CRAL Margherita Savoia | 29  | 30  | 11  | 7   | 12  | 45  | 64  |
|  | 9.   | Martina                | 28  | 30  | 11  | 6   | 13  | 47  | 45  |
|  | 10.  | Corato                 | 27  | 30  | 7   | 13  | 10  | 37  | 35  |
|  | 11.  | Bisceglie              | 26  | 30  | 9   | 8   | 13  | 40  | 52  |
|  | 11.  | Francavilla            | 26  | 30  | 11  | 4   | 15  | 44  | 74  |
|  | 13.  | Incedit                | 25  | 30  | 7   | 11  | 12  | 28  | 47  |
|  | 14.  | Pol. Massafrese        | 23  | 30  | 6   | 11  | 13  | 37  | 43  |
|  | 15.  | Bitonto                | 19  | 30  | 7   | 6   | 17  | 36  | 55  |
|  | 16.  | Tarantina (-3)         | 10  | 30  | 4   | 5   | 21  | 16  | 73  |
|  |      |                        | 476 | 480 | 182 | 116 | 182 | 725 | 725 |

Legenda:
      Promosso in IV Serie 1953-1954.
      Retrocesso in Prima Divisione Puglia 1953-1954.
Note:
Due punti a vittoria, uno a pareggio, zero a sconfitta.
La Tarantina è stata penalizzata con la sottrazione di 3 punti in classifica.
 Incedit, Massafrese e Bitonto poi riammessi alla Promozione 1953-1954.